# Le Parti pris des choses
Le Parti pris des choses est un recueil de poèmes en prose écrit par Francis Ponge et paru en 1942.
Dans Le Parti pris des choses,  Ponge décrit des « choses », des éléments du quotidien, délibérément choisis pour leur apparente banalité. L'objectif de ce recueil est de rendre compte des objets de la manière la plus précise possible en exprimant les qualités physiques  du mot. Plus simplement, il veut rendre compte de la beauté des objets du quotidien. Il incarne aussi toute la méfiance de son époque.

## Analyse
À l'aide d'une multiplicité d'images (métaphores, comparaisons), le poète tente de restituer aux objets leur entière originalité. En effet, certaines « choses » ne sont plus perçues qu'à travers le filtre des lieux communs : par exemple la fleur (surtout la rose), qui se limite bien souvent, en poésie, à une évocation mièvre. 
C'est par un effet de surprise que le poète entend renouveler notre perception du monde. Le papillon se fait ainsi lampiste, la fleur est « une tasse mal lavée » (ou une lampe !), loin des expressions idiomatiques stéréotypées. Mais ce n'est pas non plus chez Ponge un désir de brider l'expression poétique : le papillon est également « un minuscule voilier des airs malmené par le vent » ou même « une allumette volante ».
Aussi le poète use-t-il de tous les moyens à sa disposition pour briser le moule, et créer ses propres objets poétiques : poésie du cageot, paradoxale ; poésie des objets de consommation : le pain ; poésie de la nature enfin, dans ce qu'elle a de plus concret. Ce regard sur les objets prend leur parti, c'est-à-dire qu'il leur rend justice en ne les enfermant pas dans des stéréotypes.
Également, Ponge surprend ses lecteurs en apportant aux choses banales du quotidien un aspect humain, et au contraire il prive d'humanité le peu d'homme représentés dans ce recueil. L'animé s'anime et l'humain se déshumanise (comme c'est le cas pour la jeune mère qui n'apparaît que par partie du corps). Il utilise pour cela la personnification (ou plus particulièrement l'anthropomorphisme) sur les choses : l'escargot est un héros qui doit être un modèle de moral pour l'homme.
Ponge a pour souci de retrouver le juste et l'exact emploi des mots. Dans sa poésie, il travaille à rendre aux mots leur pleine  signification, car alors, le langage et plus particulièrement les mots, deviennent l'instrument adéquat pour « dire » les choses. C'est pour cela qu'il réactive l’étymologie des mots, il s'amuse également avec leur polysémie et l'utilisation du défigement (figure de style qui consiste à employer une expression figuré ou abstraite dans son sens propre ou concret). 

### L'« Objeu» selon Francis Ponge
L'expression « objeu » a été créée par Francis Ponge. Ce mot valise (contraction des mots : objet et jeu) signifie : jouer avec les lettres d'un mot (voir « Le Gymnaste » de Francis Ponge par exemple). L'auteur utilise l'objeu dans chacun des poèmes présents dans le recueil ainsi l'auteur nie l'arbitraire du langage. D'autres contractions de mots sont aussi visibles dans cette œuvre : (grenouillerie, amphibiguité...).

### Francis Ponge et la Nature Morte
A travers son écriture, Francis Ponge souhaite démontrer que celle-ci peut être comparée à des oeuvres d'art, basées sur la nature morte. En effet, on peut retrouver certains poèmes de Ponge en rapport avec les objets souvent représentés en nature morte tels que « Le pain » ou encore « L'huitre ». La nature morte est un genre qui fut longtemps méprisé, considéré comme de "moindre dignité" et ainsi, il en fait l'éloge en montrant la vanité des objets banals. Ces objets de nature morte font souvent référence aux plaisirs des cinq sens que nous possédons : le goût, l’ouïe, l’odorat, la vue et le toucher. Il veut rompre avec l’anthropocentrisme dans ses poèmes et ainsi mettre les choses au centre.

## Structure du recueil
Le recueil Le Parti pris des choses est composé de trente-deux poèmes qui peuvent être regroupés sous différentes catégories telles que : les objets, les animaux, les végétaux, les éléments naturels, les aliments, et les lieux et personnes. 
- « Pluie »
- « La fin de l'automne »
- « Pauvres pêcheurs »
- « Rhum des fougères »
- « Les mûres »
- « Le cageot »
- « La bougie »
- « La cigarette »
- « L'orange »
- « L'huître »
- « Les plaisirs de la porte »
- « Les arbres se défont à l'intérieur d'une sphère de brouillard »
- « Le pain »
- « Le feu »
- « Le cycle des saisons »
- « Le mollusque »
- « Escargots »
- « Le papillon »
- « La mousse »
- « Bords de mer »
- « De l'eau »
- « Le morceau de viande »
- « Le gymnaste »
- « La jeune mère »
- « R.C Seine n° »
- « Le restaurant Lemeunier rue de la Chaussée d'Antin »
- « Notes pour un coquillage »
- « Les trois boutiques »
- « Faune et flore »
- « La crevette »
- « Végétation »
- « Le galet »

## Objectivité ou subjectivité?
Une fois délivré des topos qui l'enferment, l'objet redevient poétique : c'est-à-dire qu'il y a « objectivité » dans le sens où le poète ne réécrit pas ce que lui lègue l'inconscient collectif. Cependant, elle reste scientifique principalement dans son aspect le plus littéraire. En effet, cette démarche permet à la subjectivité du poète de s'affirmer à travers les objets, prenant pour support l'observation fine et détaillée des objets. Par exemple, les sciences naturelles décrivent de façon vraiment objective la fleur dans sa réalité reproductive, alors que chez Ponge,  c'est un motif curieux et intrigant. Il s'agit donc, avant tout, de la recherche d'une expression poétique personnelle. 
Métamorphoses, NRF-Gallimard, 1942 ; rééd. in Œuvres complètes, NRF, tome 1, 1999 
- Michel Collot, Francis Ponge : entre mots et choses, Seyssel, Champ Vallon, coll. « Champ poétique », 1991, 272 p.  (ISBN 2-87673-113-4)
- Serge Martin, Francis Ponge, Paris, Bertrand-Lacoste, coll. « Références », 1994
- Serge Martin, article « Francis Ponge » et analyse du Parti pris des choses, dans Le Robert des grands écrivains de langue française, 2000, ad vocem
- Jean-Paul Sartre, l’Homme et les Choses, essai repris dans Situations, I, collection Idées Gallimard, p. 298-357.